# Inachos (mytologi)
Inachos eller Inakhos (grekiska: Ιναχος) var i grekisk mytologi en flodgud och den förste kungen av Argos. Han bodde i Argolis på Peloponnesos (södra Grekland). Han var son till Okeanos och Tethys och blev med okeaniden Melia eller Argia far till Foroneus, Aigialeus och Io. Han var i vissa myter även far till nymfen Amymone. Då Poseidon och Hera tvistade om besittningen av Argolis, fällde Inachos som skiljedomare utslaget till Heras förmån och sägs därför ha blivit bestraffad av Poseidon genom att den efter honom uppkallade floden under den heta årstiden utsinar. 